# Iaroslav Stetsko
Iaroslav Stetsko (ukrainien : Ярослав Стецько), né à Ternopil, Autriche-Hongrie, le 19 janvier 1912 et mort à Munich, Allemagne, le 5 juillet 1986 , est un homme politique ukrainien. Militant nationaliste et anticommuniste, il devint le premier adjoint de Stepan Bandera au sein de l'Organisation des nationalistes ukrainiens (OUN) en 1932. En 1941, pendant l'opération Barbarossa, Stetsko est proclamé premier ministre de la République auto-proclamée d'Ukraine, à la suite de la déclaration de l'Indépendance de l'Ukraine. Stetsko est aussi le chef du Bloc des nations anti-bolchéviques (ABN) depuis l'époque de sa fondation jusqu'en 1986, année de sa mort.

## Biographie

### Enfance
Iaroslav Stetsko est né le 12 janvier 1912 à Ternopil, Autriche-Hongrie (aujourd'hui en Ukraine), au sein d'une famille appartenant à Église grecque-catholique ukrainienne. Son père, Semen, et sa mère, Teodoziya, née Chubaty, l'encouragent à poursuivre de hautes études, ce qui est difficile pour des ukrainiens en Autriche-Hongrie. Iaroslav, non seulement obtint son diplôme d'études supérieures à Ternopil mais, plus tard, à partir de 1929, il poursuit ses études de droit et de philosophie à l'université de Cracovie et à celle de Lviv jusqu'à l'obtention de son diplôme terminal en 1934.

### Activités de jeunesse
Iaroslav Stetsko est actif au sein des organisations nationalistes ukrainiennes depuis son plus jeune âge. Il est membre de trois organisations différentes : « Ukrayinska Natsionalistychna Molod » (Jeunesse nationaliste ukrainienne, ukrainien : Українська Націоналістична Молодь), dont il devient membre de l'exécutif national en 1932, de l'Organisation militaire ukrainienne UVO (ukrainien : Українська Військова Організація) et, finalement, de l'Organisation des nationalistes ukrainiens (OUN) (ukrainien : Організація Українських Націоналістів).
À cause de ses activités anti-polonaises et de l'assassinat de Bronisław Pieracki par des nationalistes ukrainiens, Stetsko est arrêté en Pologne par les autorités, en 1934, et condamné à cinq ans de détention. Cette sentence est réduite et, dès 1937, Stetsko bénéficie d'une amnistie générale.

### Seconde Guerre mondiale

#### Invasion de l'URSS,Opération Barbarossa
Le 30 juin 1941, Stetsko préside la Déclaration de l'Indépendance de l'Ukraine dans le palais Lubomirski de Lviv, dont la troisième clause est ainsi rédigée : 

« 3/ L’État ukrainien nouvellement formé travaillera en étroite collaboration avec le national-socialisme de la Grande Allemagne, sous la direction de son chef, Adolf Hitler, qui veut créer un nouvel ordre en Europe et dans le monde et aide les Ukrainiens à se libérer de l'occupation soviétique. L'Armée révolutionnaire populaire ukrainienne, qui a été formée sur les terres ukrainiennes, veut continuer à se battre avec l'armée allemande alliée contre l'occupation moscovite pour un État souverain et uni et un nouvel ordre dans le monde entier »

.
La Gestapo et l'Abwehr protègent les partisans de Stepan Bandera du fait que les organisations qu'il dirige pourraient être utiles pour leurs propres desseins.
Le 5 juillet, Stepan Bandera, leader de la fraction OUN-B est arrêté administrativement à Cracovie et transporté à Berlin le lendemain, où il est rejoint, le 12, par Stetsko, « premier ministre » désigné lors de la déclaration de l'indépendance de l'Ukraine. Les Allemands le transfèrent à Lviv après un attentat manqué contre sa personne par des inconnus. Le 14 du même mois, il est relâché à condition de rester à Berlin. Pendant les mois de juillet et d'août, les deux leaders reçoivent des dizaines de propositions pour coopérer avec les différentes institutions nazies : OKW, Reichssicherheitshauptamt, « Office central de la sécurité du Reich »RSHA, etc.
Après l'assassinat de deux membres de l'OUN de la tendance Andry Melnyk (OUN-M), dont la responsabilité est attribuée à des membres de l'OUN de la tendance Bandera (OUN-B), Stetsko et Bandera sont enfermés à la prison centrale de Berlin-Spandau. En janvier 1942, transférés au camp de concentration d'Oranienburg-Sachsenhausen, dans une section de la prison (Zellenbau) destinée aux prisonniers politiques.
En avril 1944, Stepan Bandera et son adjoint, Iaroslav Stetsko, sont approchés par Otto Skorzeny pour discuter de plans de sabotages contre l'Armée rouge.
En septembre 1944, Stetsko et Bandera sont relâchés par les Allemands (le Sicherheitsdienst) dans l'espoir qu'ils aillent encourager la population ukrainienne à combattre l'avancée de l'Armée rouge qui revient. Bandera reçoit l'autorisation, de la part des Allemands, d'installer son quartier-général à Berlin. Les Allemands aident l'OUN-B et l'UIA en leur parachutant du ravitaillement en armes et en équipement. Des Allemands sont choisis et formés pour mener des activités terroristes et d'espionnage derrière les lignes de front soviétique, mais également des hommes de l'OUN-B qui sont transportés par avion vers l'Ukraine, jusqu'au début de l'année 1945.
En avril 1945, Stetsko est sérieusement blessé durant une attaque alliée sur des véhicules allemands militaires en convoi en Bohême.

### Après la guerre
Stetsko continue son activité politique après la Seconde Guerre mondiale, durant la guerre froide qui oppose le bloc de l'Ouest au bloc de l'Est communiste. En 1968, il devient le premier dirigeant de l'OUN-B.

#### Le Bloc des nations anti-bolchéviques, maillon d'un réseau anticommuniste mondial
En 1946, Stetsko lance l'idée de la création d'une nouvelle organisation anti-soviétique, le Bloc des nations anti-bolchéviques ((Anti-Bolshevik Bloc of Nations en anglais, d'où l'acronyme ABN). Il préside jusqu'à sa mort cette organisation transnationale qui regroupe des réfugiés d'Ukraine et plus généralement d'Europe de l'Est et de territoires intégrés à l'URSS, installés en Europe de l'Ouest, en Amérique et en Océanie notamment. Le siège de l'ABN se trouve à Munich, en Allemagne de l'Ouest. L'ABN affirme avoir été fondée les 21 et 22 novembre 1943.
En 1955, Stetsko visite l'Espagne et rencontre le général Franco. L'année suivante, il est reçu à Madrid par le ministre espagnol des affaires étrangères, Alberto Martín-Artajo. Il prend part alors dans cette ville à un congrès du Centre européen de documentation et d'information (CEDI).
En octobre 1955, il se rend à Taïwan où il rencontre Tchang Kaï-chek et entre en relation avec une autre organisation transnationale anticommuniste, la Ligue anticommuniste des peuples d’Asie (Asian Peoples' Anti-Communist League ou APACL), fondée deux ans plus tôt, avec laquelle il signe un accord. Stetsko participe en 1958 à Mexico à une réunion internationale ambitionnant de fonder une association anticommuniste mondiale, sans grand succès,,,,,. Il prend part aux réunions annuelles de l'APACL par la suite.
Stesko cherche à aller aux États-Unis dans les années 1950. Il rencontre en 1956 à Madrid l'ambassadeur américain en Espagne  John Davis Lodge. Mais les autorités américaines ont un temps hésité à lui attribuer un visa. Il séjourne dans ce pays pour la première fois en 1958 ; il  témoigne cette année-là devant le House Un-American Activities Committee (Comité parlementaire sur les activités antiaméricaines) et le House Foreign Affairs Committee,. Il cherche à rencontrer des personnalités anticommunistes comme Allen Dulles, directeur de la CIA.
Dans la deuxième moitié des années 1960, Stesko accueille à Munich au siège de l'ABN des dirigeants d'organisations anticommunistes rencontrés aux conférences de l'APACL, tels en 1965 le Japonais Juitsu Kitaoka, de la Free Asia association, ou l'Argentin Apeles Marquez, président de la Federacion Argentina de Entidades Democracias AntiCommunistas (FAEDA).
En mars 1966, il participe à Lisbonne, avec son épouse, au 6e congrès d'une autre organisation transnationale qui combat le communisme athée, le Comité international de défense de la civilisation chrétienne (CIDCC), alors présidé par l'Espagnol José Solís Ruiz, aux côtés de délégations de plusieurs pays européens, dont la RFA - représentée notamment par le ministre CDU Bruno Heck ou l'ancien ministre Theodor Oberländer - et la France, représentée notamment par Antoine Pinay et Marie-Hélène Cardot, mais aussi américains ou asiatiques. En novembre de la même année, il contribue à la fondation à Séoul (Corée du Sud) de la Ligue anticommuniste mondiale, plus connue sous son nom et son acronyme anglais, World Anti-Communist League (WACL). Il participe aux réunions annuelles de la WACL, par exemple à Bangkok en décembre 1969, à Manille en 1971, à Genève en juillet 1980 et est membre de son comité exécutif.
En juin 1967, à Munich, il participe à la création d'une autre association anticommuniste européenne transnationale, le Conseil européen de la liberté ou European freedom council (EFC), dont il devient l'un des principaux dirigeants. L'association entend « coordonner et intensifier l'activité anticommuniste en Europe ». Il s'agit de facto de la branche européenne de la WACL. Son siège est celui de l'ABN à Munich et ses réunions annuelles coïncident souvent avec celles de cette organisation. L'association est présidée de 1967 à 1973 par le Danois Ole Bjørn Kraft, ancien ministre des affaires étrangères et ancien président du Conseil de l'Atlantique nord (OTAN).
En novembre 1975, l'Italien Ivan Matteo Lombardo (1974-1980), socialiste, ancien ministre, vice-président de Association du Traité Atlantique (en) (ATA), dirigeant de la branche italienne de la WACL et membre de son bureau exécutif,
remplace Kraft à la présidence de l'EFC. Stetsko est vice-président. L'EFC est ensuite présidée à partir de septembre 1982 par le député britannique conservateur John Wilkinson et a comme président d'honneur à partir de cette date Otto de Habsbourg-Lorraine.
En 1983, Stetsko est reçu à la Maison Blanche et félicité par le président Ronald Reagan. Cette année-là, il donne un discours durant un déjeuner fêtant à Washington, au Congrès, la 25e Captive nations week. Ce déjeuner est donné par deux parlementaires américains tandis qu'un troisième, Philip M. Crane (qui a fréquenté les conférences de la WACL), présente Stetsko. Il participe ensuite à une conférence puis à un dîner, aux côtés du vice-président George Bush et d'autres parlementaires comme le sénateur républicain Jeremiah Denton. Prennent part notamment à ces événements le général Singlaub, le Taïwanais Ku Cheng-kang, président d'honneur et principal animateur de la WACL, l'ambassadrice Jeane Kirkpatrick, fervente anticommuniste, John Wilkinson, qui rend hommage à Stetsko dans un discours, le Japonais Osami Kuboki, mooniste, de la WACL, le président des Amis américains de l'ABN.
Après sa mort en 1986, son épouse, Slava Stetsko, continue son combat ; elle préside l'ABN et maintient un temps les relations avec la WACL, qui devient en 1990 la Ligue mondiale pour la liberté et la démocratie.

### Mort

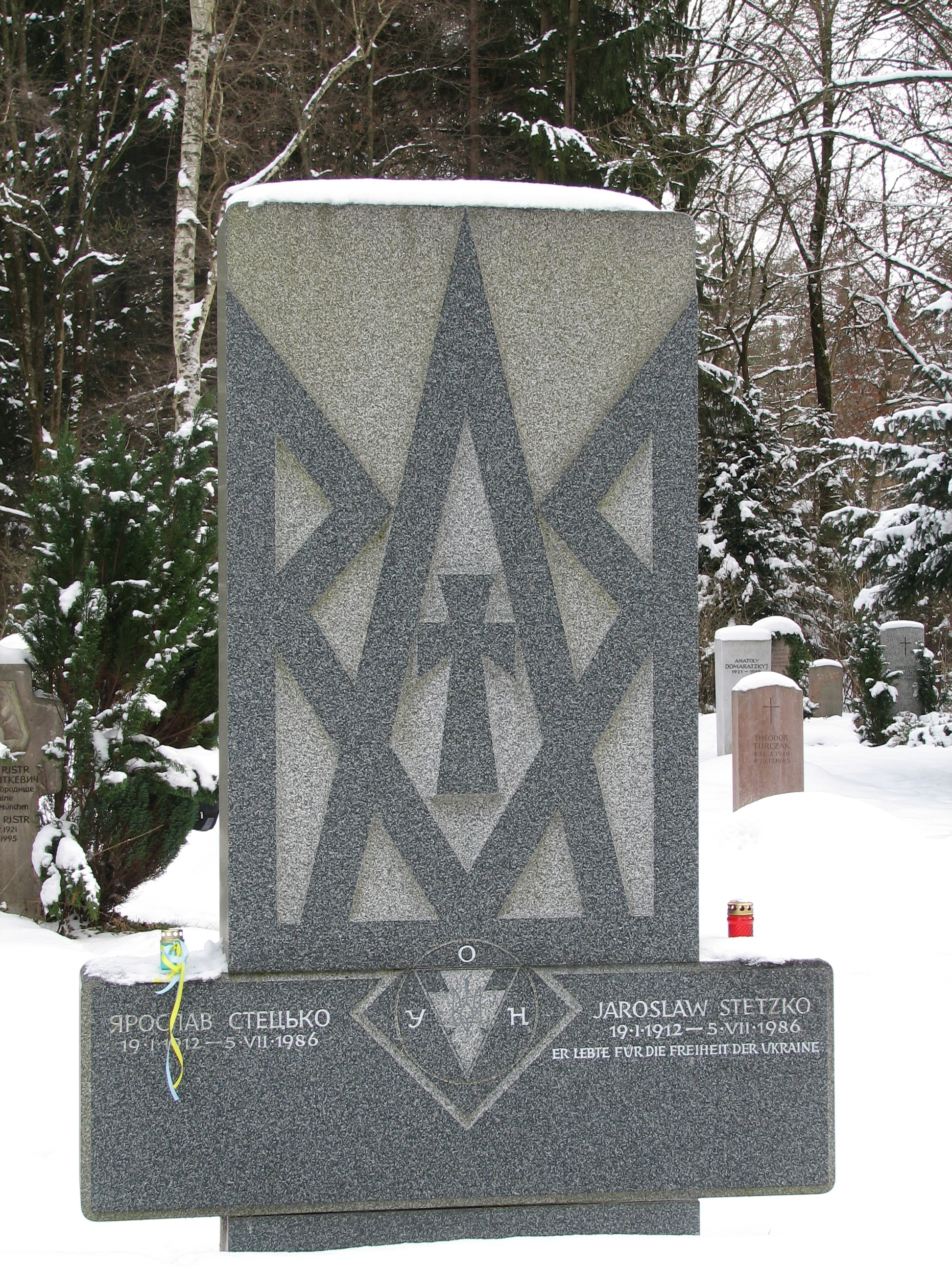
Stèle tombale de Iaroslav Stetsko.

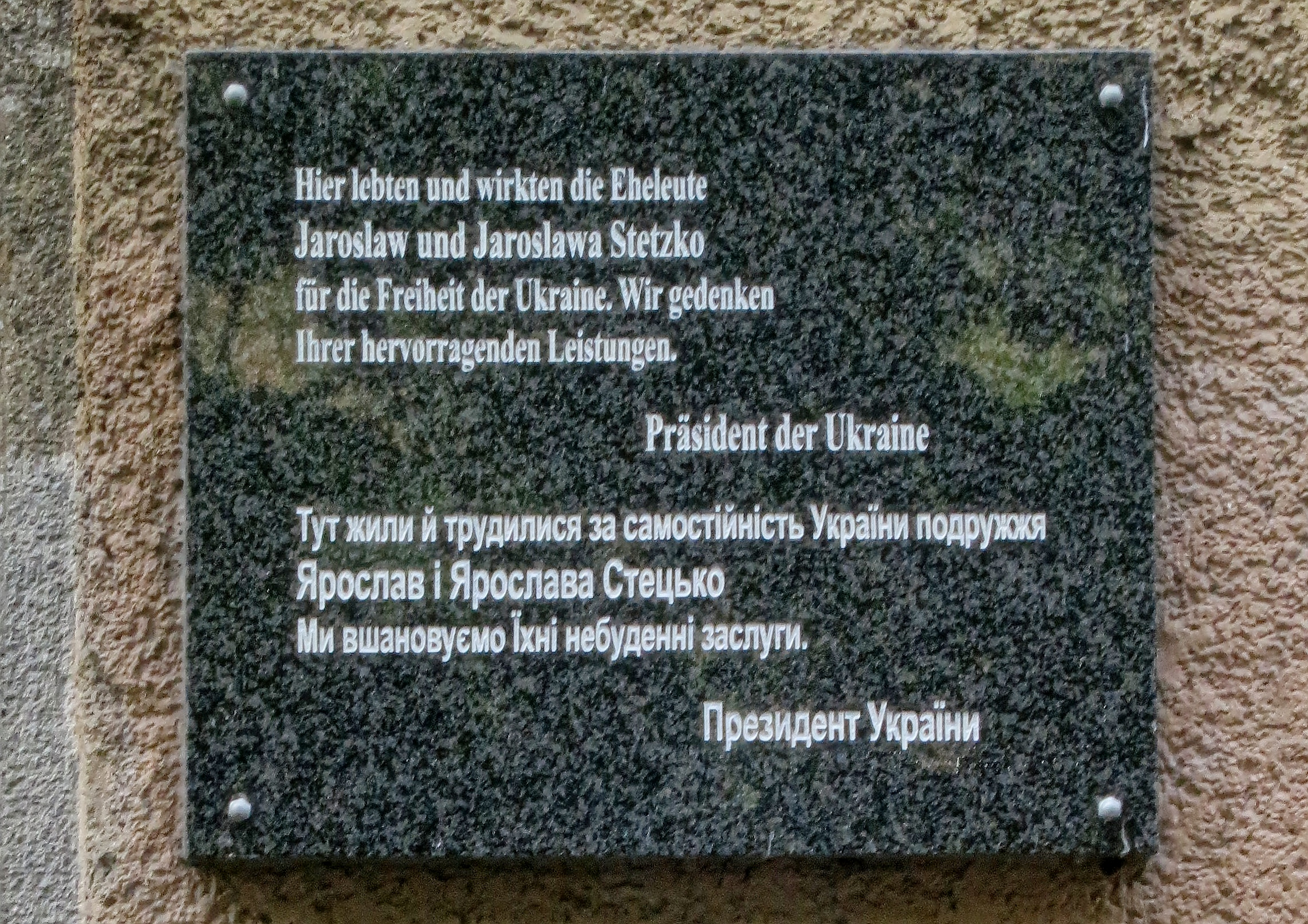
Plaque commémorative pour Iaroslav Stetsko et son épouse à Munich, Zeppelinstrasse.

Le 5 juillet 1986, Iaroslav Stetsko meurt à Munich, en Allemagne, à 74 ans. Il est inhumé au Waldfriedhof de Munich, cimetière où est aussi enterré Stepan Bandera. Sur sa tombe sont gravés ces mots, en allemand, « Il vécut pour la liberté de l'Ukraine ».
Une statue à son effigie est dressée dans une rue de Ternopil, en Ukraine.

### Héritage
Le livre de Stetsko « Deux Révolutions », écrit en 1951, reprend la base idéologique du parti politique Union panukrainienne « Liberté »,.
L'essence de sa doctrine est la suivante : « la révolution ne prendra pas fin avec la création de l'État ukrainien, mais progressera vers l'établissement d'une égalité des chances pour tous les citoyens de créer et de partager des valeurs matérielles et spirituelles. À cet égard la révolution nationale est donc également de caractère social ».

## Polémiques

### Les événements de 1939-1941
L'OUN-B et Stetsko ont été villipendés par la propagande soviétique, qui les a accusés de s'être mis au service des nazis. En Ukraine, depuis son indépendance en 1991, Stesko reste un personnage controversé du fait de la déclaration d'indépendance de 1941.

### Antisémitisme
En août 1941, Stetsko écrit son autobiographie qui contient de nombreux passages antisémites et l'adresse aux autorités allemandes. Il considère, en particulier, que le marxisme est le produit de la pensée juive, qui est mis en pratique par le peuple « moscovo-asiatique » (les Russes), avec l'aide des Juifs et que Moscou et les Juifs sont les porteurs des idées internationales des Bolcheviques.
Il déclare, bien qu'il considère Moscou plutôt que la communauté juive comme le principal ennemi de l'Ukraine, qu'il approuve entièrement la qualification de rôle néfaste incontestablement joué par les Juifs dans l'asservissement de l'Ukraine par Moscou. Il déclare, enfin, qu'il approuve totalement l'extermination (anéantissement : "знищення" жидів) des Juifs et la rationalité (доцільність : utilité) des méthodes allemandes d'extermination des Juifs, au lieu de leur assimilation,,,,.
La véracité de ce texte est cependant contestée.

### Stetsko, l'ABN et les réseaux nazis et antisémites
Dans les années 1980, des auteurs et des journalistes américains présentent Stetsko comme un ancien collaborateur des nazis en Ukraine et un nazi et l'ABN comme un réseau de nazis, d'antisémites et de fascistes. C'est le cas des journalistes Scott Anderson et Jon Lee Anderson, dans Inside The League: The shocking expose of how terrorists, nazis and latin american death squads have infiltrated the World anti-communist league (1986), et de Russ Bellant (en), qui publie en 1988 Old Nazis, the New Right, and the Republican Party.
À l'inverse, au cours de la même période, des Américano-Ukrainiens tel Myron B. Kuropas présentent ces descriptions comme une désinformation diffamatoire reprenant des accusations soviétiques et maintiennent leur soutien et leur amitié à Stetsko.